# 太平灰蝶属
太平灰蝶属（学名：Goldia）为灰蝶科的一个属。

## 下属物种
本属包括以下物种：
- 中华翠灰蝶 Goldia chinensis Howarth, 1957
- 太平灰蝶 Goldia pacifica (Dubatolov et Korshunov, 1984）
- 素翠灰蝶 Goldia suroia Tytler, 1915